# گرگوریو والرستاین
گرگوریو والرستاین (اسپانیایی: Gregorio Walerstein‎؛ ‏ ۲۲ فوریهٔ ۱۹۱۳ – ۲۴ ژانویهٔ ۲۰۰۲) تهیه‌کننده فیلم و فیلم‌نامه‌نویس اهل مکزیک بود.
از فیلم‌هایی که وی در آن‌ها نقش داشته است، می‌توان به چهارشنبه خاکستر و سه همسر بی‌نقص اشاره نمود.